# 西東京バス青梅支所
西東京バス青梅支所（にしとうきょうバスおうめししょ）は、東京都青梅市に所在する西東京バスの支所。社番の営業所記号はB。西東京バス五日市営業所の管轄下に置かれており、正式名称は「五日市営業所青梅支所」。
青梅市のほか、福生市、羽村市、あきる野市、西多摩郡日の出町を所轄エリアに持つ。かつては八王子市にも所轄エリアを持っていたが、現在は所轄エリアから外れている。羽村市コミュニティバス「はむらん」の運行受託、特定輸送も行う。
2008年8月31日までは分社化により子会社の多摩バス青梅営業所として営業していたが、翌9月1日に西東京バスへ再統合された。
2022年10月1日からは五日市営業所の管轄下となり「西東京バス青梅営業所」から「西東京バス五日市営業所青梅支所」となった。支所への変更による所在地（住所・電話番号）の変更はない。
最寄り駅はJR青梅線小作駅東口（徒歩15分）。最寄りバス停留所名は「西東京バス青梅営業所」であったが、2022年10月1日より「西東京バス青梅支所」へ改称。市内に都営バス青梅支所があるため、停留所名に「西東京バス」を付けて区別している。

## 沿革
西東京バス発足にあたり合併した3社のうち「奥多摩振興」を前身とする。元は青梅電気鉄道（現：JR青梅線）のバス部門であり、合併に際しては奥多摩振興を存続法人として他の2社（高尾自動車・五王自動車）を吸収合併した。
青梅市末広町1丁目3-3の西東京工業団地内に所在する。かつての営業所の最寄りバス停留所名は、所在地の西東京工業団地を意味する「西東京団地」であった。
- 1963年10月1日 - 西東京バス発足と同時に、八王子営業所（1992年廃止）、青梅営業所、五日市営業所、氷川支所を設置する。
- 1967年 - 現在地である西東京工業団地内に移転。
- 1999年10月1日 - 敷地内に多摩バス青梅営業所を設置し営業開始。
- 2000年4月1日 - 当営業所の全路線を多摩バスへ譲渡（左40、福24、福25は除く。前者は楢原営業所へ、後者2路線は五日市営業所にいったん移管後、後に多摩バス青梅営業所へ移管）。
- 2005年5月29日 - 羽村市コミュニティバス「はむらん」運行開始。
- 2006年9月1日 - 五日市営業所の一部路線を西東京バスから多摩バス青梅営業所へ移管。
- 2008年9月1日 - 多摩バスから西東京バスへのバス事業移管により、再び西東京バスの営業所となる。
- 2009年1月25日 - 当営業所の全路線（はむらん、深夜急行バスを除く）でPASMOを導入。
- 2016年7月1日 - はむらん全コースでPASMOを導入[5]。それに伴い運賃箱が一般路線バスと同じものになる。
- 2022年10月1日 - 五日市営業所の管轄下となり「西東京バス青梅支所」として支所に格下げ[1]。
- 2024年10月1日 - ダイヤ改正、系統再編により福30系統を短縮[6][7]。

## 現行路線

### 小作駅東口 - 西東京バス青梅支所・三ツ原工業会館方面
- 小02（三ツ原循環東廻り）：小作駅東口 → 末広公園 → 西東京バス青梅支所 → 新町東 → 日立前 → 三ツ原工業会館 → 今井三 → 畜産試験場 → 小作駅東口
- 小03（三ツ原循環西廻り）：小作駅東口 → 畜産試験場 → 今井三 → 三ツ原工業会館 → 日立前 → 新町東 → 西東京バス青梅支所 → 末広公園 → 小作駅東口
  - 小作駅の北側、圏央道青梅インター付近にある三ツ原工業団地への通勤路線及び、新町・今井地区からの青梅線利用者が主となる。
  - 平日朝夕は7〜15分程度間隔で運行。日中は概ね20～30分間隔で運行されている。平日日中は東廻り系統の便数が毎時3～4便と多めに設定されている（西廻りは毎時2便運行）。朝夕ラッシュ時は西廻り系統がやや便数が多い。ただし、JR青梅線下り電車の到着に合わせて小作駅を発車しているため、土休日の運行を中心にややばらつきがある。
  - 2010年4月1日より、小02で深夜バスの運行が開始される。

### 河辺駅北口（小作駅東口） - 大門・塩船観音・藤橋方面
- 小08：小作駅東口 - 霞町新町 - 宮の前 - 今寺 - 藤橋 - 七日市場 - 塩船観音入口 - 大門（平日・土休日深夜のみ）
  - 以前（河11-1）系統市営住宅行きとして運行していた系統を、小07・小08系統に変更し、片道運行から往復運行に変更された。平日深夜のみ5便運行はそのままだが、以前（河11-1）系統が青梅線下り最終電車まで接続を取っていたのが、ダイヤ改正により最終電車前に終了とする運行となり、最終電車に接続を取る便は（河11）に移行となった。
  - 小作駅発23時20分以降の5便は深夜バスとなり、運賃倍額となる（小作駅発22時53分発も「小07」であるが、始発が23時前なので運賃倍額にならない）。
- 河10：河辺駅北口 → 霞台住宅 → 大門 → 青梅看護専門学校（東京都立青峰学園）
  - 2007年4月1日限りで一旦廃止、2009年4月1日運行再開。
  - 青梅看護専門学校行きのみで、平日朝河辺駅北口7時59分発。
- 河11：河辺駅北口 - 霞台住宅 - 看護学校入口 - 塩船観音入口 - 市営住宅 - 藤橋 - 霞町新町 - 小作駅東口（ - 末広公園 - 西東京バス青梅支所）
  - 西東京バス青梅支所への出入庫便で一日一本のみの運行。
  - 河辺駅北部にある「霞台住宅」や青梅市大門・木野下・藤橋地区などの住宅街、塩船観音寺へのアクセス路線として利用される。大門・青梅看護専門学校は経由しない。
  - 河辺駅北口 - 塩船観音入口間で、塩船観音寺初詣利用客のための終夜バスが運行される。4月中旬 - 5月中旬にかけて塩船観音寺で開催される「つつじ祭り」の際には臨時バスが運行される。
- 河11(青梅看護専門学校・塩船観音入口経由)：河辺駅北口 - 霞台住宅 - （大門） - （青梅看護専門学校） - 看護学校入口 - 塩船観音入口 - 市営住宅 - 藤橋 - 小作駅東口
  - 平日（河辺駅発朝方小作駅東口行き・小作駅発夕方河辺駅北口行き）のみ。

### 小作駅西口 - 福生駅・河辺駅・青梅駅方面
元は八王子駅 - 青梅駅という路線があり、それを分割したものである。
- 小05：（友田 -）小作駅西口 - 小作坂下 - 友田 - 四谷 - 長渕駐在 - 千ヶ瀬二 - 東青梅四 - 総合病院入口 - 河辺駅南口
  - 2008年4月1日新設。青20系統の一部を河辺駅南口発着に振り替えたもので、日中はほぼ交互にそれぞれ1時間間隔で運行されていたが、現在は小05に統一されている。
  - 2015年9月1日より、平日の一部便を友田始発に変更[8]。
  - 2021年3月13日ダイヤ改正にて、友田始発の運行は廃止。
- 青21：河辺駅南口 - 上長渕 - 千ヶ瀬 - 西分 - 青梅駅
  - 元は福生駅西口 - (奥多摩街道) - 友田 - 青梅駅（小作駅非経由）という長距離路線であったが、後に小作駅西口を境に2系統に分割された。
  - 以前は、青20（廃止）が主力であったが、現在は小05と青21に分割した上での運用がメインとなっている。青21は､2015年4月1日新設[9]され､1時間に1本程度の運行となっていたが、2018年4月1日のダイヤ改正以降､減便が相次ぎ、2020年現在は日中でも3～4時間空く時間帯もあり、最終便は平日が19時台、土休日は18時台と早い。又、小05も平日の8時台と10時台に1時間以上空いている。
  - 本系統はJR青梅線と並行するものの、多摩川を隔てた山間部側を通り、友田・長渕地区においての重要な生活路線となっている。
- 福30 (2代)：福生駅西口 ← 福生消防署 ← 福生警察署 ← 羽村駅西
  - 福生駅の便はJR青梅線と並行すること、主に走行する奥多摩街道の渋滞で定時運行が確保できないなどの理由で長期間廃止されていたが、2011年4月1日に新路線の福30 (初代) として復活した（福生駅 - 羽村駅西 - 羽村堰上 - 小作駅）。2024年10月1日のダイヤ改正で羽村堰上 - 小作駅西口を廃止、福30 (2代) として福生駅西口 - 羽村駅西へ短縮[6][7]された。

### 小作駅西口 - 秋川・菅生高校方面
こちらも、元は八王子駅 - 青梅駅という路線があり、それを分割したものである。
- 小06：小作駅西口 - 小作坂下 - 友田 - 菅生 - 菅生高校 - 菅生 - 下菅生 - 若宮 - 菅瀬橋 - 秋川キララホール入口 - 秋川駅
  - 2008年4月1日新設。旧来運行していた路線を菅生高校経由にて復活。
  - 西多摩霊園へはお盆・お彼岸の時期に西多磨霊園運行による無料送迎バスをJR福生駅より運行（西東京バス利用の場合、若宮バス停下車徒歩1分となる。）。
- 小07（2代）：小作駅西口 - 小作坂下 - 友田 - 菅生 - 菅生高校 - 菅生 - 下菅生 - 若宮 - 菅瀬橋 - 秋川キララホール入口 - 秋川駅 - イオンモール日の出  - 阿伎留医療センター
  - 2021年9月21日、河15・河16・河17の廃止により新設
- 小12：西東京バス青梅支所 - 末広公園 - 小作駅入口 - 小作坂下 - 友田 - 菅生 - 菅生高校
  - 現在では唯一青梅線を跨いで運行する路線で、西東京バス青梅支所方向は平日1本のみ、菅生方向は土休日1本のみの運行である。
- 小13：小作駅西口 - 小作坂下 - 友田 - 菅生 - 菅生高校　(学びの城非経由)
- 小14：小作駅西口 - 小作坂下 - 友田 - 菅生 -  菅生学園学びの城 - 菅生高校
- 小15：小作駅西口 - 小作坂下 - 友田 - 菅生 - 菅生学園学びの城
- 急行：小作駅西口 - 菅生高校（途中無停車）
- 急行：小作駅西口 - 菅生学園学びの城（途中無停車）
  - 上記の上位3系統は2011年4月1日新設。
  - 日中は主に小06、朝夕は小13または小14が主に運行される。小15は直行便以外は1～2本のみの運行。

小12以外の系統は五日市営業所との共管。

### 秋川駅 - 菅瀬橋・菅生高校方面
- 菅01（旧 秋01）：秋川駅 - 秋川キララホール入口 - 菅瀬橋 - 若宮 - 菅生 - 上菅生 - 菅生高校
- 菅02（旧 秋02）：秋川駅 - 秋川キララホール入口 - 菅瀬橋 - 若宮 - 菅生 - 菅生学園学びの城 - 上菅生 - 菅生高校
  - 2011年4月1日に新設[10]。
  - 西多摩霊園へはお盆・お彼岸の時期に西多磨霊園運行による無料送迎バスをJR福生駅・JR秋川駅より運行（西東京バス利用の場合、若宮バス停下車徒歩1分となる。）。
- 急行：秋川駅 - 菅生高校（途中無停車）
  - 2007年9月1日に新設。
- 急行：秋川駅 - 菅生学園学びの城 - 菅生高校

2022年4月1日のダイヤ改正で菅21・菅22（後述）は廃止。また、旧 秋01・秋02は菅01・菅02に系統番号を変更。
五日市営業所との共管。
その他の秋川駅を起点とする系統については、五日市営業所を参照。

### 青梅駅・御岳駅 - 御岳山方面
- 御10：御岳駅 - ケーブル下
- 御11：青梅駅 - 御岳駅 - ケーブル下

JR青梅線と御岳登山鉄道（御岳山ケーブルカー）を結ぶアクセス路線。終点のケーブル下と御岳登山鉄道の滝本駅は約150メートル離れている。
御10は元々当営業所の担当であったが、2008年3月1日より西東京バス五日市営業所（氷川車庫）へ移管し、以降は臨時便のみ当営業所で運行していた。その後、2015年4月1日からの平日共管化、2021年3月13日からの休日限定担当といった変遷を経て、2024年10月1日ダイヤ改正より全便が青梅支所単独担当に戻った。
御11は2015年9月1日に新設された系統で、青梅駅 - 御岳駅間の途中停留所は並行する青梅線の駅に合わせて設置されている。運行本数は非常に少なく、平日・休日ともケーブル下行は朝1本、青梅駅行は夜1本のみの設定である。

### 東青梅駅 - 青梅市役所 - 河辺駅南口方面
- 系統番号なし：東青梅駅 → 青梅市役所 → 河辺駅南口(急行)
  - 2018年4月1日に開業した系統で、東青梅駅から河辺駅までを運行する系統である(片側のみの運行)。途中の停車バス停は青梅市役所のみで「急行」と称される。系統番号はない。平日夕方片道1本のみの運行である。
  - 2021年3月13日ダイヤ改正にて、土休日1本のみ運行に変更。

### 羽村駅 - 栄町・青梅新町方面
- 羽31 (新町九丁目循環東回り)：羽村駅東口 - 羽村市役所 - 日野自動車北門 - 新町九丁目 - 新町東 - 末広町一丁目 - 武蔵野公園前 - 栄町二丁目 - 羽村市役所 - 羽村駅東口
  - 2010年4月1日新設。羽村駅東口発基準で午前11時台までは東回り（羽31）、午後12時以降は西回り（羽32）で運行され、1時間あたり1～3本運行となっていたが､相次ぐ減便により､現在は朝方に2周のみの運行となっている｡
  - 2021年3月13日ダイヤ改正にて、平日3本土休日1本のみ運行に変更。
- 羽33 (新町九丁目経由)：羽村駅東口 - 羽村市役所 - 日野自動車北門 - 新町九丁目 - 新町東 - 末広町一丁目 - 西東京バス青梅支所
  - 2010年4月1日新設。上記羽31・32の入出庫系統である[11]。新設当初は新町九丁目を経由せず、栄小学校から青梅営業所（当時は西東京団地）までを産業道路経由で短絡していたが、2013年4月1日より現ルートに変更された。
  - 2021年3月13日ダイヤ改正で、平日は羽村駅東口行1本のみ運行、土休日は1往復運行に変更。

### 拝島駅 - サマーランド方面
- 臨時急行： 拝島駅- サマーランド
  - 2011年夏季に新設し、夏休みなどの休暇シーズンに運行された。2011年夏は1日数本の運行だった（今後の運行があるかは不明）。

その他の拝島駅を起点とする系統については、五日市営業所、楢原営業所を参照。

### 浜松町BT・新橋駅・立川駅北口発、河辺駅北口行き （深夜急行バス・通勤高速バス）
西東京バス#深夜急行バス、西東京バス#楽々エクスプレスを参照。

### コミュニティバス

#### 羽村市コミュニティバス「はむらん」
2005年5月に運行開始した羽村市コミュニティバス「はむらん」の運行を受託している。運行開始当初は、西東京バスから多摩バス青梅営業所に委託されていた。

### 特定輸送
- トッパン・フォームズ・セントラルプロダクツ (TFCP) 福生工場
  - 従業員送迎バスを受託運行。福生駅と工場間を専用車両のいすゞ・ガーラミオ (BT11577) で運行する。
- アマゾン青梅FC
  - 従業員送迎バスを受託運行。青梅FCと入間市駅間を専用車両の日野・セレガ (BK21670) 、いすゞ・ガーラ (BK11473) で運行する。貸切車や羽田空港連絡バス用の車両を使用することもある。

## 廃止・移管路線

### 廃止路線

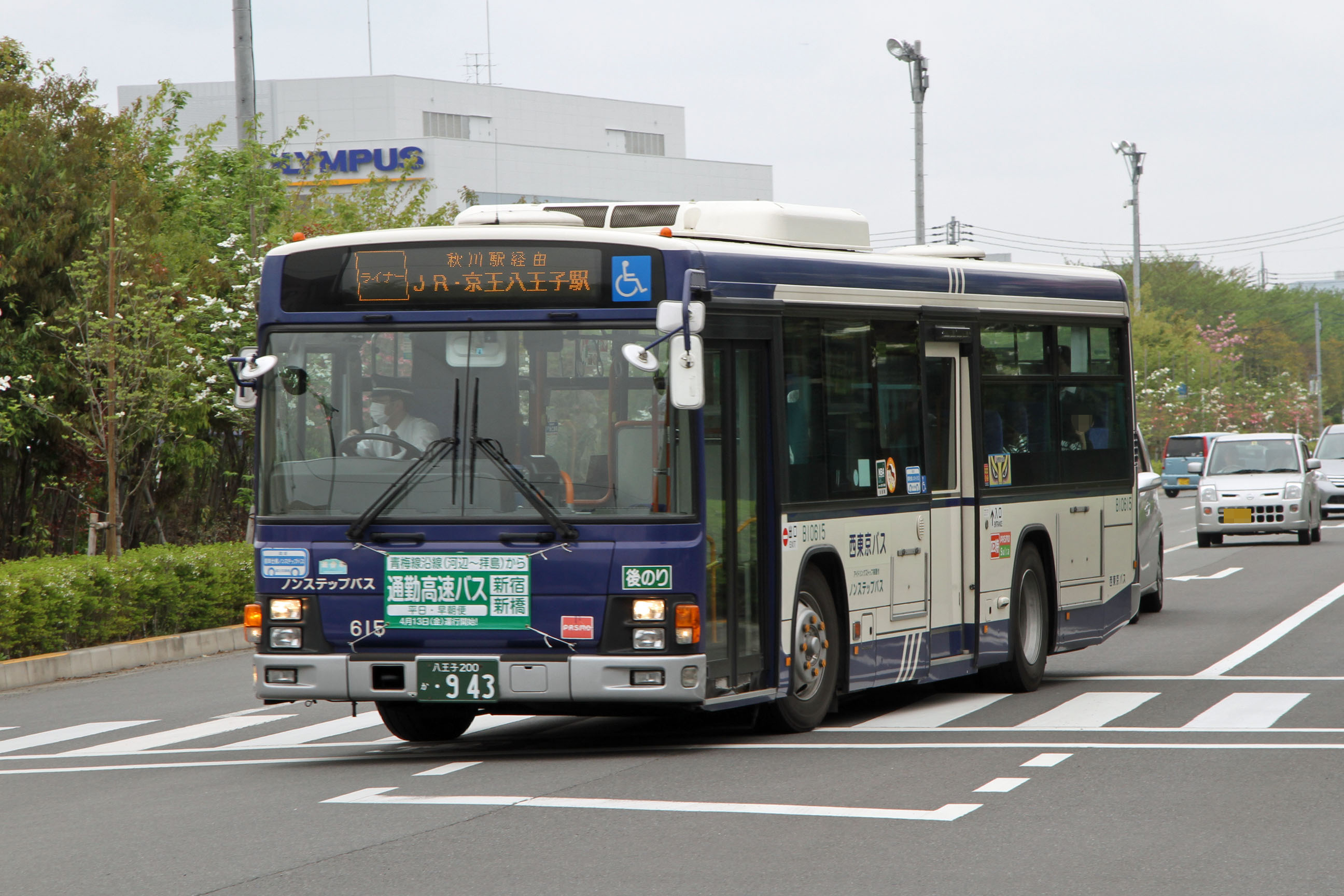
レジャー&ショッピングライナー

- 系統番号なし：西東京団地 - 小作坂上 - 河辺駅南口 - 青梅総合病院 - 東青梅駅 - 青梅駅 - 森下 - 裏宿坂上 - 宮ノ平駅 - 日向和田ー二俣尾駅 - 御岳駅 - ケーブル下
- 系統番号なし：西東京団地 - 小作坂上 - 河辺駅南口 - 青梅総合病院 - 東青梅駅 - 青梅駅 - 森下 - 裏宿坂上 - 宮ノ平駅 - 日向和田
- 系統番号なし：河辺駅南口 - 青梅総合病院 - 河辺駅南口 - 東青梅駅 - 青梅駅 - 森下 - 裏宿坂上 - 宮ノ平駅 - 日向和田
- 五30：五日市（下町車庫） - 武蔵五日市駅 - 萱窪 - 二ツ塚ー上長渕 - 青梅駅
- 五31：五日市（下町車庫） - 武蔵五日市駅 - 萱窪 - 二ツ塚 - 明星大学 - 河辺駅南口
- 系統番号なし：急行・明星大学 - 河辺駅南口
  - 秋川街道に沿って五日市と青梅を結ぶ、古くからあった路線。五日市 - 萱窪は五30・福20（五日市 - 福生駅）と同経路。「萱窪」停留所は現在の「多摩聖地霊園前（萱窪）」停留所。萱窪から先は秋川街道に入り、北上して二ツ塚峠を越え、長渕地区を経由し多摩川を越えて青梅駅へ至る。
  - 五30から五31へ経路変更が実施された。
  - 廃止時期不明。現在、秋川街道経由で五日市と青梅を直結するバス路線は消滅している。
- 系統番号なし：河辺駅南口－小作坂上－小作坂下－友田－菅生－菅生高校
  - 廃止時期不明。
- 小14：小作駅西口 - 小作坂下 - 友田 - 菅生 - 菅生中学校 - 菅生高校
- 急行：小作駅西口 - 菅生中学校
- 河10：河辺駅北口 - 大門 - 青梅東高校
- 秋02：秋川駅 - 菅瀬橋 - 菅生 - 菅生中学校 - 菅生高校
  - 上記4系統は2007年4月1日限りで廃止。河10は青梅東高等学校閉校（→跡地は東京都立青峰学園）、それ以外は菅生中学校便のスクールバス化（当営業所にて運行）による。
  - その後、河10は2009年4月1日に東京都立青峰学園の開校による青梅看護専門学校行きとして、小14・急行は2011年4月1日の菅生小学校開校による新設系統と共に、それぞれ運行再開。
- 秋02：秋川駅 - イオンモール日の出 - 公立阿伎留医療センター
  - 2007年9月1日新設、2008年4月1日限りで廃止。福生駅 - 秋川駅間延長（福23新設）による。
- 拝21：拝島駅 - 小川 - 二宮 - 東秋留駅上 - あきる野市役所秋川庁舎 - 秋川駅
  - 2009年3月31日限りで廃止。ただし本系統が通過していた経路は、既存系統（福生駅 - あきる野市役所秋川庁舎方面、福生駅 - 純心学園方面）が運行されているため、本系統の廃止によるバス停の廃止は発生していない。
- 小25：小作駅西口 - 小作坂下 - 友田 - 下菅生 - 秋川駅（菅生高校非経由）
  - 2009年3月31日限りで廃止。青梅営業所から秋川駅への回送を営業路線化したものだったが、青梅営業所の営業エリア縮小に伴い廃止された。
- 河11-1：小作駅東口 - 霞町新町 - 今寺 - 藤橋 - 七日市場 - 峠下 - 市営住宅（平日深夜のみ）
  - 当初は藤橋行きとして新設され、2010年4月1日に市営住宅まで延伸され運行されていたが、河07系統の新設により廃止された。
  - 平日深夜のみ運行する系統で、2011年9月時点では5便が運行され、青梅線下り最終電車まで接続していた。小作駅発22時53分以降は深夜バスとなり運賃倍額であった。
- 河11-1：小作駅東口 ← 霞町新町 ← 藤橋 ← 七日市場 ← 峠下（平日朝・深夜のみ）
- レジャー&ショッピングライナー：京王八王子駅 - 八王子駅北口 - 八日町一丁目 - 本郷横丁 - 西中野 - 神社前 - 楢原町 - 犬目 - 戸吹 - 東京サマーランド - 秋川駅 - イオンモール日の出 - 友田南 - 河辺駅南口
  - 2012年4月1日新設・土曜日・休日のみ運行、五日市営業所との共管。京王八王子駅発の便の約半数はイオンモール日の出止まりであった[12]。2016年3月26日廃止[13]。
- 河14：河辺駅南口 - 青梅市役所 - 東青梅駅 - 千ヶ瀬二丁目 - 青梅二小 - 上長渕 - 市民斎場
  - 2011年11月14日運行開始、専用の小型バス（日野・ポンチョショート）が用いられた[14]。2018年3月31日をもって廃止。
- 急行：河辺駅南口 - 明星大学構内
- 河13：河辺駅南口 - 総合病院入口 - 千ヶ瀬二丁目 - 青梅二小 - 上長渕 - 明星大学－明星大学構内（休校日と早朝深夜は「明星大学」止まり）
  - 廃止時期不明。
- 羽30：羽村駅東口 - 西東京バス青梅営業所（途中無停車）
- 羽32（新町九丁目循環西回り）：羽村駅東口 - 羽村市役所 - 武蔵野公園前 - 栄町二丁目 - 末広町一丁目 - 新町東 - 新町九丁目 - 日野自動車北門 - 羽村市役所 - 羽村駅東口
  - 羽30は新設時から、西東京バス青梅営業所から羽村駅東口まで、東京都道249号福生青梅線（産業道路）を経由して運行。羽32は羽31の逆回りとなる運行で、主に羽31が午前、羽32が午後という沿線への通勤を考慮した運行となっていた｡
- 小07（初代）：小作駅東口 - 霞町新町 - 宮の前 - 今寺 - 藤橋 - 七日市場 - 塩船観音入口 - 大門 - 小作駅東口
  - 大門の先、宮の前から小作駅東口へラケット上に循環する系統とし、行先表示も「藤橋・大門循環」となっていた。廃止時期不明。
- 河15：河辺駅南口 - イオンモール日の出
- 河16：河辺駅南口 - イオンモール日の出 - 秋川駅
- 河17：河辺駅南口 - イオンモール日の出 - 秋川駅 - サマーランド
  - 上記3系統はレジャー&ショッピングライナーに代わり、2016年3月26日に新設され、土休日のみ運行されたが、2021年9月21日のダイヤ改正時に廃止。
- 青20：小作駅西口 - 小作坂下 - 友田 - 四谷 - 長渕駐在 - 上長渕 - 千ヶ瀬 - 西分 - 青梅駅（平日2往復のみ）
- 菅21：拝島駅 - 秋川駅 - 菅生高校
- 菅22：拝島駅 - 秋川駅 - 菅生学園学びの城 - 菅生高校
- 直通：拝島駅 - 菅生高校（途中無停車）
- 河13：河辺駅南口 - 総合病院入口 - 千ヶ瀬二丁目 - 青梅二小 - 上長渕 - 明星大学（土休日1往復のみ）
  - 上記5系統はいずれも2022年4月1日のダイヤ改正で廃止。
- 福30 (初代)：福生駅西口 ← 福生消防署 ← 福生警察署 ← 羽村駅西 ← 羽村堰上 ← 田ノ上 ← 羽加美四丁目 ← 羽西二丁目 ← 小作坂上 ← 小作駅西口
  - 2011年4月1日新設。当初は五32・34の出入庫便だった。経路は新奥多摩街道を北西へ進み、羽村駅西より坂を下り、奥多摩街道を通る。福生市加美地区・羽村市川崎・羽中・羽加美地区など、多摩川沿いの住宅街へのアクセス路線の役割も担う。設定当初は1日6往復だったが、日中2往復へ減便、さらに2021年3月13日のダイヤ改正で土休日片道1本のみ運行へ減便。2024年10月1日のダイヤ改正で羽村堰上 - 小作駅西口を廃止、福30 (2代) として福生駅西口 - 羽村駅西へ短縮[6][7]される。

### 移管路線
下記1系統は、2000年4月1日の多摩バスへの路線譲渡時に楢原営業所へ移管。
- 左40：八王子駅北口 - 八日町四丁目 - 浅川橋 - 馬場谷戸 - 村内ファニチャーアクセス - 左入 - 西武滝山台 - 拝島橋 - 啓明学園 - 拝島駅南口
  - 八王子駅と拝島駅を西武滝山台経由で結ぶ路線。楢原営業所へ移管後、左02へ系統番号変更。2009年4月1日、左04へ短縮され代替廃止。

下記2系統は、2008年4月16日より五日市営業所へ再移管。
- 福20：福生駅西口 - 二宮 - 東秋留駅上 - あきる野市役所秋川庁舎 - 秋川駅 - 伊奈坂上 - 武蔵五日市駅（一部、五日市まで運行）
- 福21：福生駅西口 - 二宮 - 東秋留駅上 - あきる野市役所秋川庁舎 - 秋川駅
  - 2006年9月1日に五日市営業所より移管。

下記5系統は、2008年4月16日より五日市営業所との共管となった後、同年9月1日より五日市営業所の単独運行となった。
- 五30：福生駅西口 - 草花 - 下平井 - 日の出折返場 - 幸神 - 武蔵五日市駅（一部、五日市まで運行）
  - 2006年9月1日、五日市営業所より移管。
- 福22：福生駅 - 草花 - 瀬戸岡 - 秋川駅 - イオンモール日の出 - 阿伎留医療センター - 日の出折返場
  - 2007年9月1日新設。
- 福23：福生駅 - 草花 - 瀬戸岡 - 秋川駅 - イオンモール日の出 - 阿伎留医療センター
  - 2008年4月1日新設（秋02：秋川駅 - 阿伎留医療センター系統を延長）。
- 福24：福生駅西口 - 二宮 - 小川 - 高月 - 滝山城址下 - 純心女子学園
- 福25：福生駅西口 - 二宮 - 小川 - 高月 - 滝山城址下 - 純心女子学園 - 創価大学正門・東京富士美術館

移管時期不明。
- 五32：福生駅西口 - 長沢 - 永田橋 - 草花 - 菅瀬橋 - 下平井 - 文化の森入口(日の出町役場)  - 日の出折返場
- 五34：福生駅西口 - 長沢 - 永田橋 - 草花 - 瀬戸岡 - 秋川四 - 秋川キララホール入口 - 秋川駅

下記3系統は、2009年4月1日より楢原営業所へ移管。同時に系統番号も変更。
- 拝22：拝島駅 - 小川 - 高月 - 滝山城址下 - 宮下 - 杏林大学（→高月01）
- 拝32：拝島駅 - 小川 - 雨間 - 戸吹 - 杏林大学（→雨01）
  - 2007年4月2日新設。
- 急行：杏林大学 - （雨間） - 拝島駅（途中無停車、休校日を除く平日1本のみ）

下記1系統は、2020年3月28日より楢原営業所との共管だったが、2021年9月21日に再び楢原営業所の単独運行となった。
- 高月03：拝島駅 - 小川 - 高月 - 滝山城址下 - 純心女子学園 - 創価大正門東京富士美術館 - 工学院大学

下記3系統は、五日市営業所との共管だったが、2021年9月21日に五日市営業所の単独運行に変更。
- 秋61：京王八王子駅 - 八王子駅北口 - 楢原町 - 戸吹 - 雨間 - 秋川駅
- 秋62：京王八王子駅 - 八王子駅北口 - 楢原町 - 戸吹 - 雨間 - 秋川駅 - イオンモール日の出 (土休日のみ)
- ひ07：京王八王子駅 - 八王子駅北口 - 八王子郵便局 - 梅坪町 - 純心女子学園 - 戸吹 - 戸吹北工業団地 - サマーランド - 秋川駅
  - 上記4系統から当営業所が撤退したことにより、八王子市が当営業所の所轄エリアから外れる。

下記2系統は、五日市営業所との共管だったが、2022年4月1日に五日市営業所の単独運行に変更。
- 福25：福生駅 - 市営プール - 小川 - 睦橋 - 拝島駅
- 拝01：拝島駅 - 小川 - 東雨間 - 秋川駅 - イオンモール日の出 - 阿伎留医療センター

下記の特定輸送は、2022年4月より楢原営業所へ移管された。
- 東海大学菅生初等部・中等部スクールバス
  - 専用カラーの車両を使用。

下記の特定輸送は、2022年4月より五日市営業所へ移管された。
- 築地本願寺西多摩霊園の墓参者用無料送迎バス[15]。
  - 専用車両の日野・リエッセ（BT20951）、日野・リエッセII（BT21777・21778）を使用。

## 車両
1995年までは青梅営業所とともに日野自動車が指定メーカーとなっており、富士重工業製ボディ（5E・7E）を架装したブルーリボンが主体であった。
1995年以降は、西東京バスの他の営業所と同様に、日産ディーゼル（現・UDトラックス）のワンステップバスJP系が多数導入された。
2005年には日野・レインボーHR（10.5ｍ車）が大量に導入され、翌2006年より導入されたいすゞエルガノンステップとともに同営業所の主力となり、これにより日野ツーステップ車の淘汰が進められた。2008年12月時点では乗務員教習車として数台が残るのみとなり、営業車両は全てノンステップバスまたはワンステップバスでの運行となった。2008年からはブルーリボンIIも少数ながら導入されており､1台は後に車両交換を伴って恩方へ転属している｡
青梅営業所は多摩バス時代を経ていることもあり、多摩バスカラーの車両が大半を占めていたが、他営業所との転属や車両更新を経て、従来の西東京バスカラーの車両の比率が高くなっている｡
1980年代以前には、少数ながら三菱ふそう製の車両も在籍していたが一度消滅し、2022年9月に楢原営業所よりエアロミディMKノンステップ（TKG-MK27FH）が転入したことにより配置が復活した。

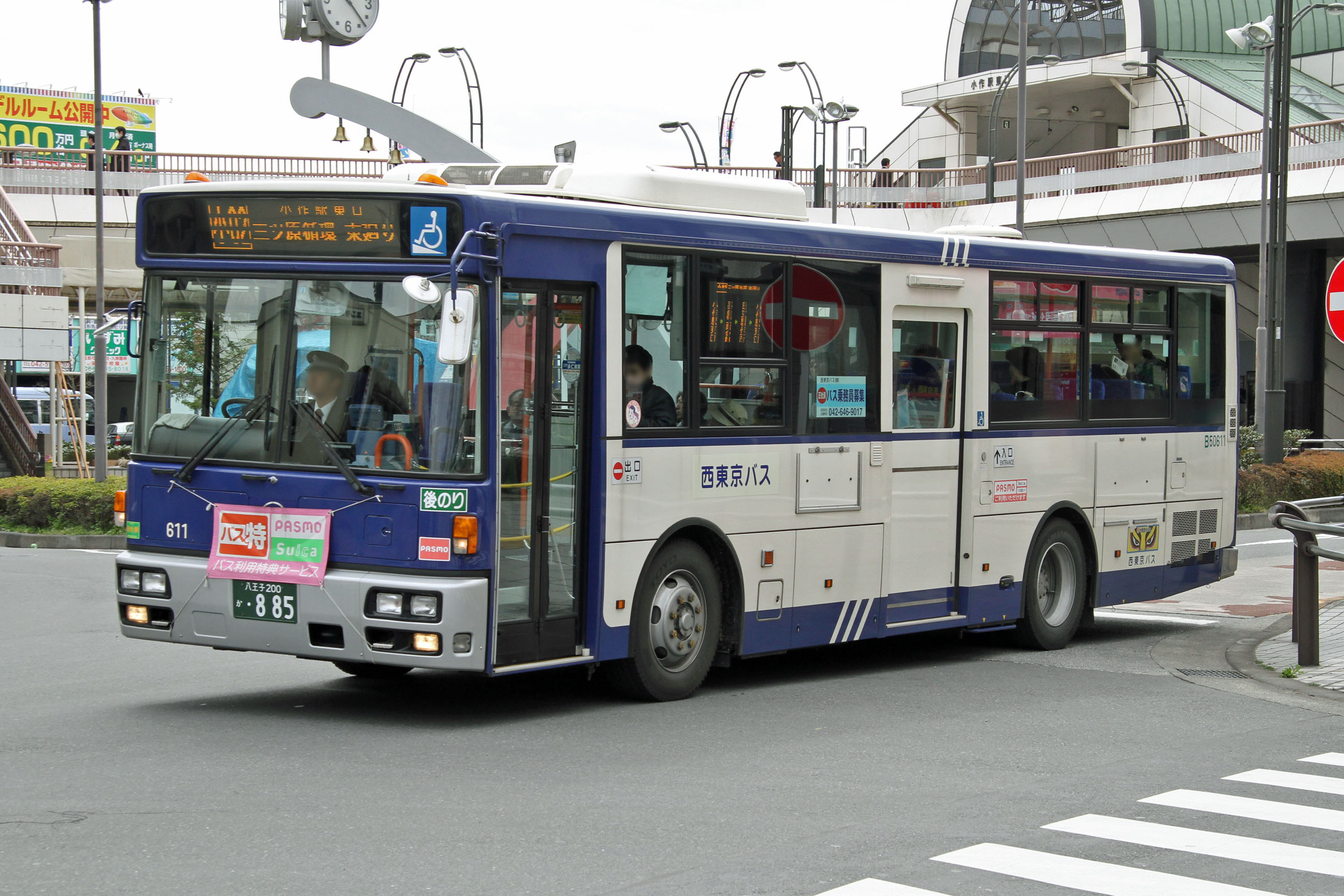
青梅営業所所属車両(B50611)
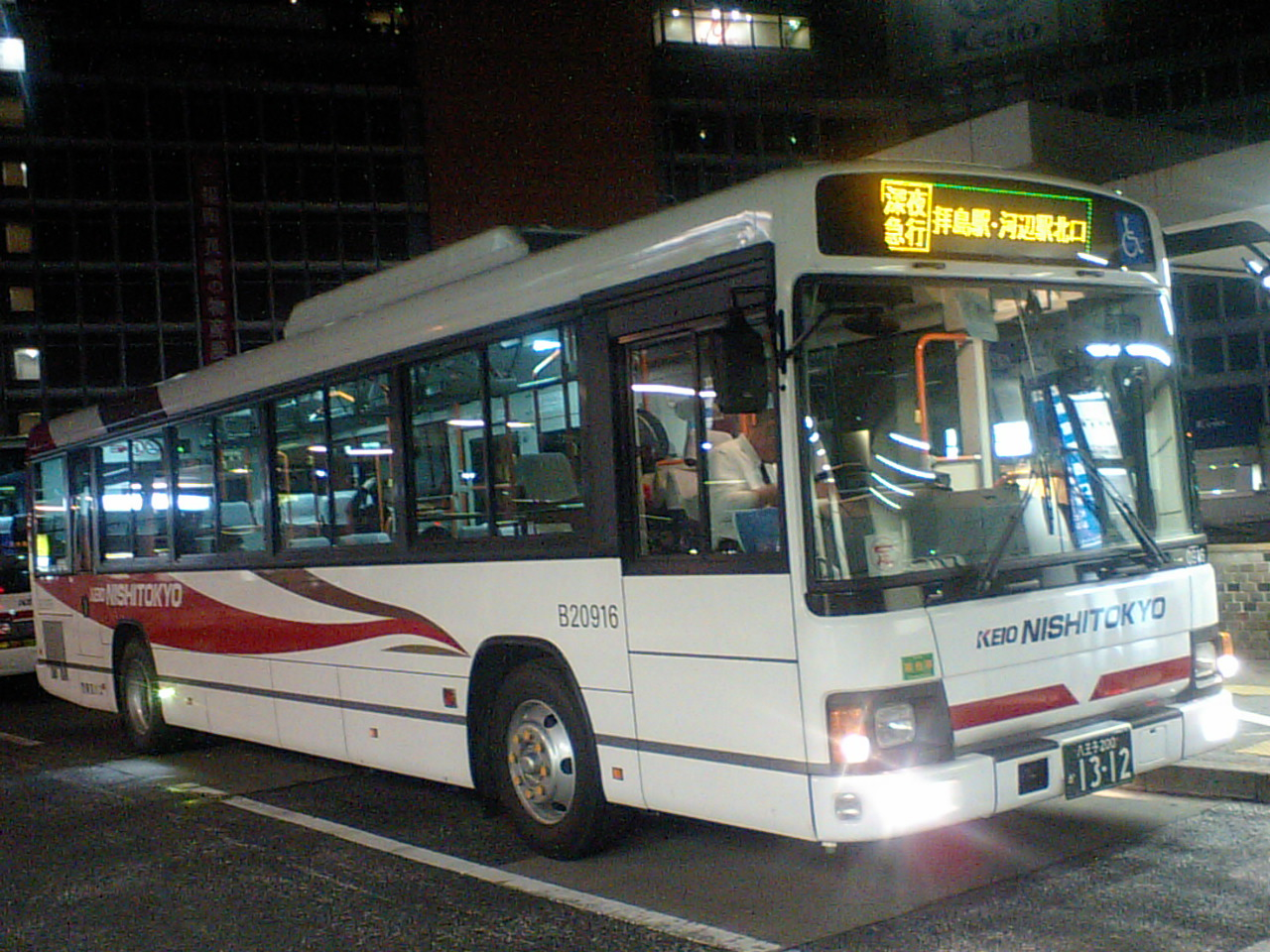
深夜急行バスワンロマ車、（新宿駅西口）
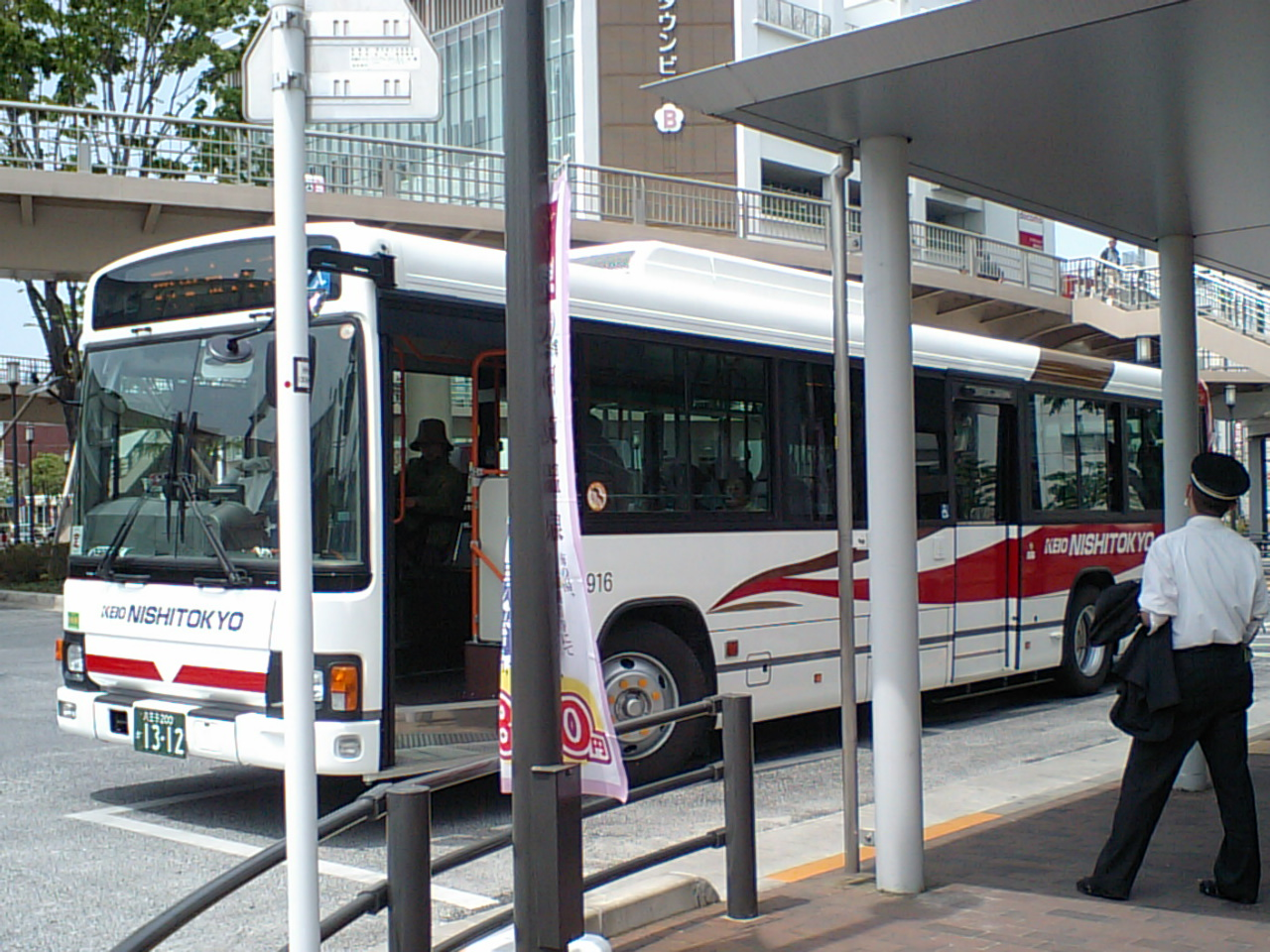
ワンロマ車が一般車として使用されている例。写真は塩船観音入口行き臨時直行バス（河辺駅北口）